# Hendra Wijaya
Hendra Wijaya (sinh ngày 4 tháng 8 năm 1989) là một cầu thủ bóng đá người Indonesia hiện tại thi đấu ở vị trí hậu vệ cho PSM Makassar ở Liga 1